# Коханград

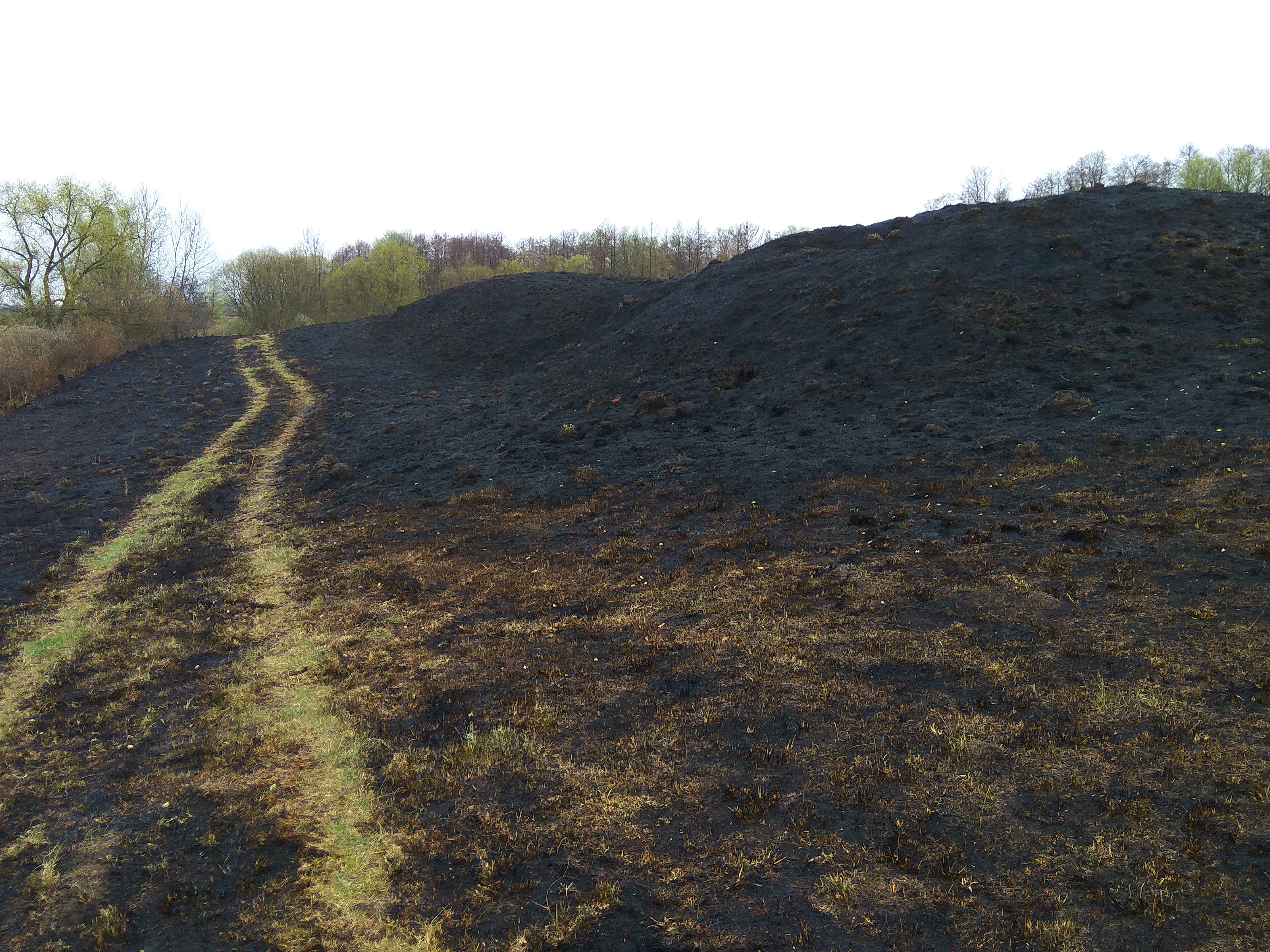
Коханград, 2022 рік

Коханград — колишнє місто та фортифікаційна споруда XVII ст. Заснований Ольбрехтом Кохановським в 1625-1626  рр. Згодом втратив свій міський статус і перейшов у разряд сіл. Місто складалося з укріпленого середмістя та замку. До складу середмістя входила ринкова площа, яка нині збережена у вигляді незабудованої території у центрі села Коханівка (Турбівська селищна громада), з найближчими кварталами, які прилягали до площі. Квартали ймовірно мали регулярний характер, а парцелі були міського (блокованого, не садибного) типу. Земляна частина замку збережена і знаходиться поблизу сіл Коханівка, Косаківка Турбівської громади Вінницької області. 

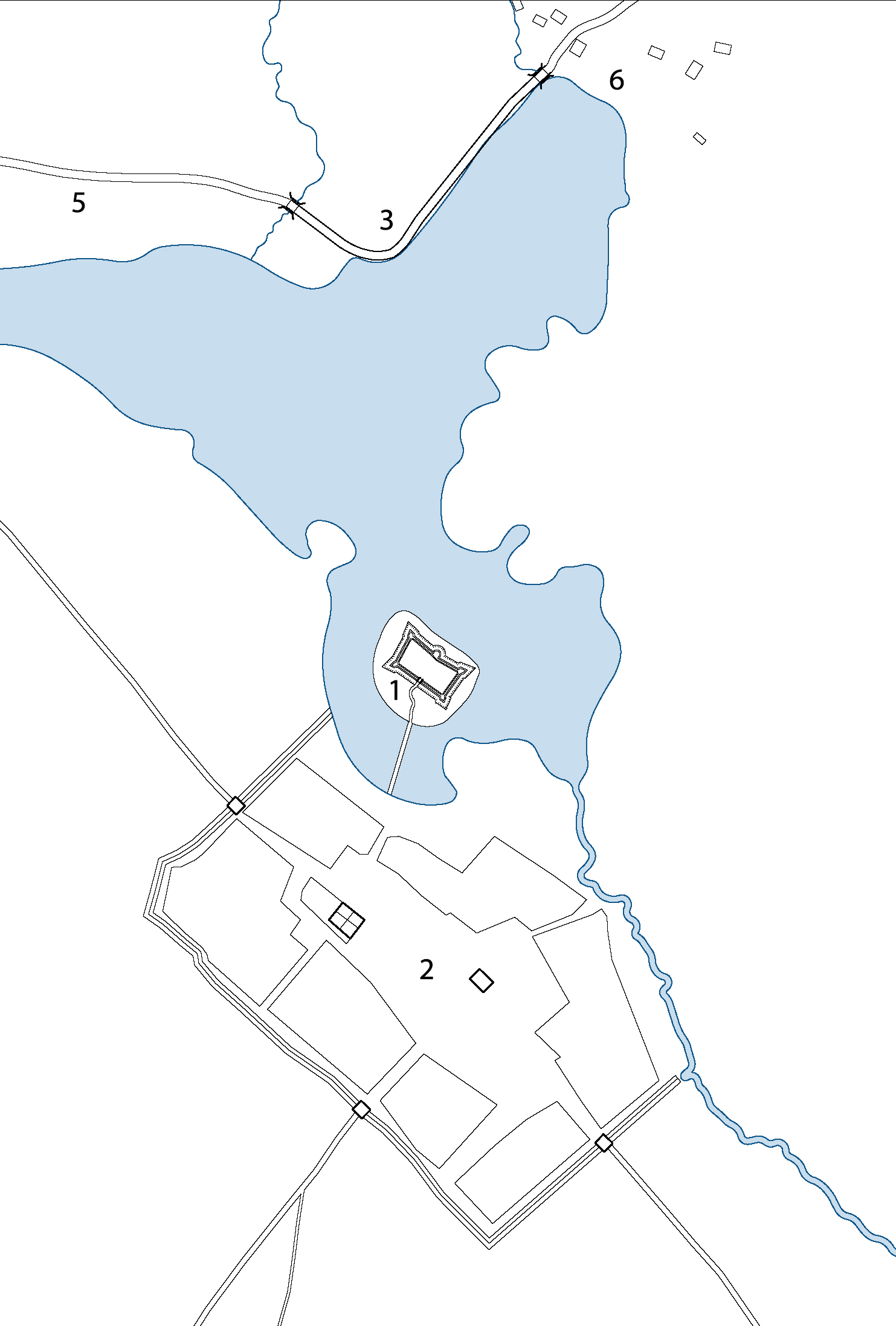
Реконструкція давнього Коханграду за І. Литвинчуком.

В 1629 р. був заселений. Периметр фортифікаційних споруд 1000х1000 м. Проіснував 20 років. Фортифікаційні споруди були спорудженні по типу Брацлавського замку. Укріплення розташовувалось на головній дорозі, що "вела з Вінниці на Липовець і в Україну". Тут був осередок козацтва та визвольного повстанського руху.

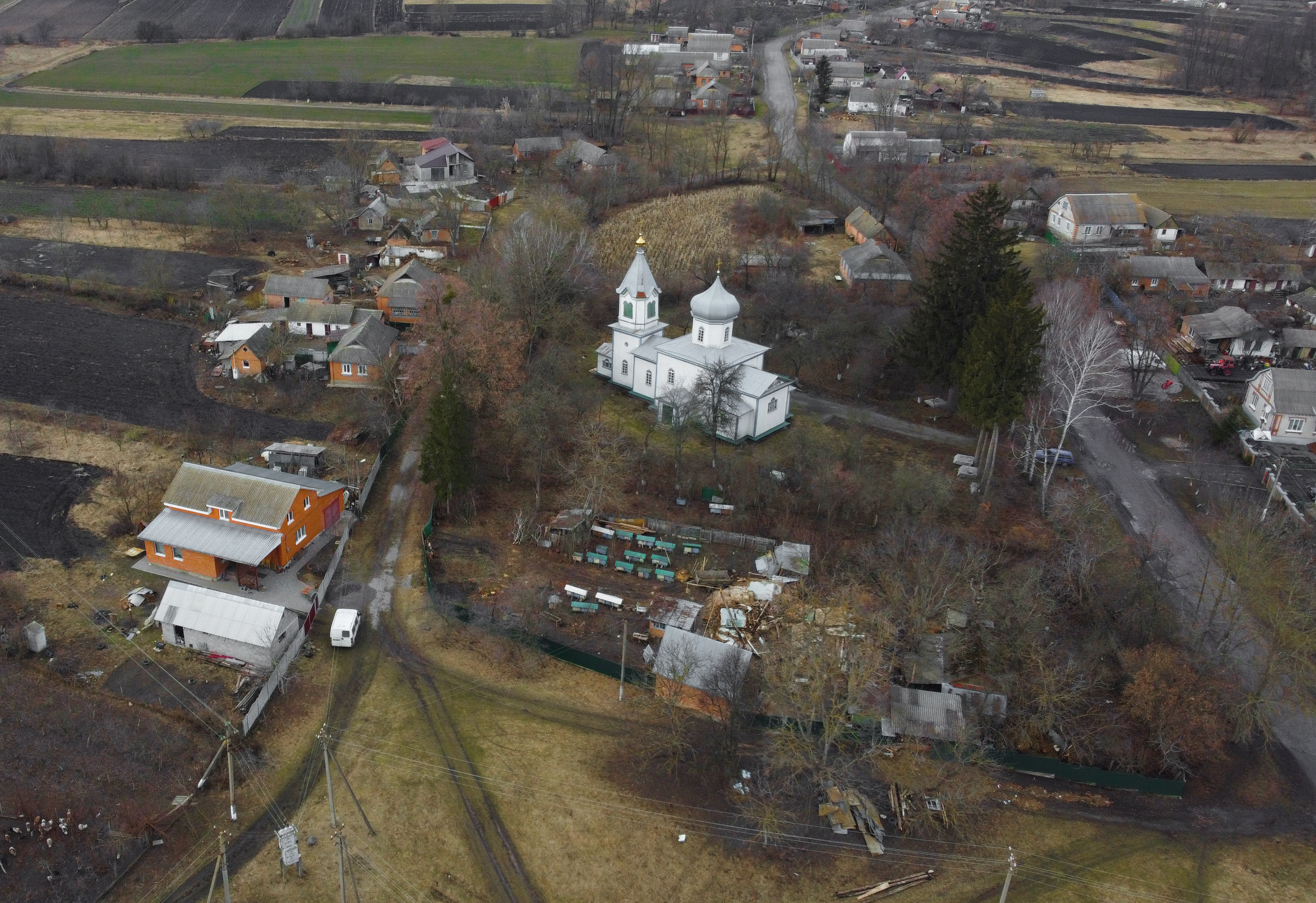
Вигляд колишньої ринкової площі давнього Коханграду.

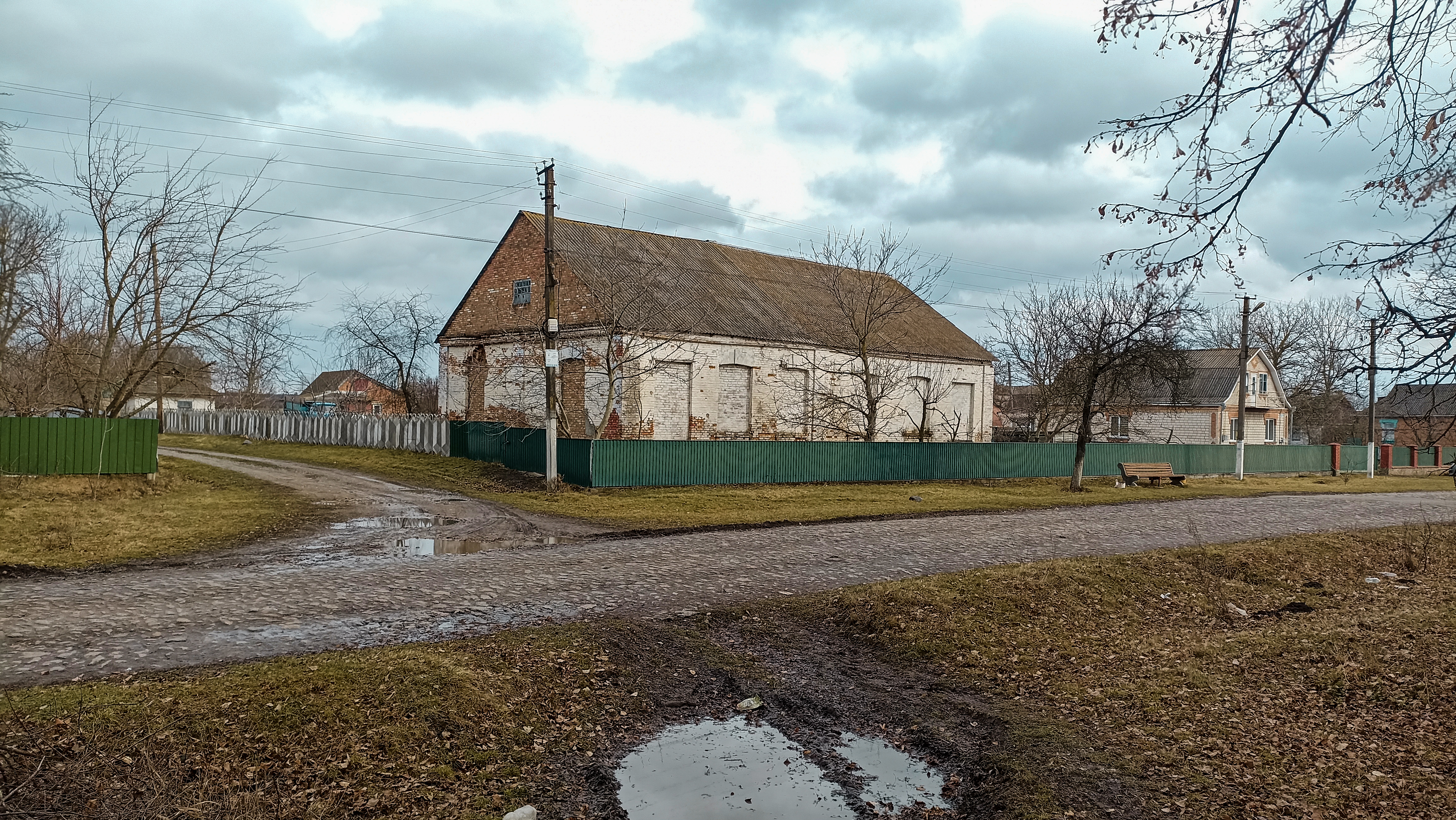
Кам'яниця ринкової площі, яка належала власнику села у XIX ст.